# 华兹华斯故居
54°39′49″N 3°22′05″W / 54.663623°N 3.368026°W

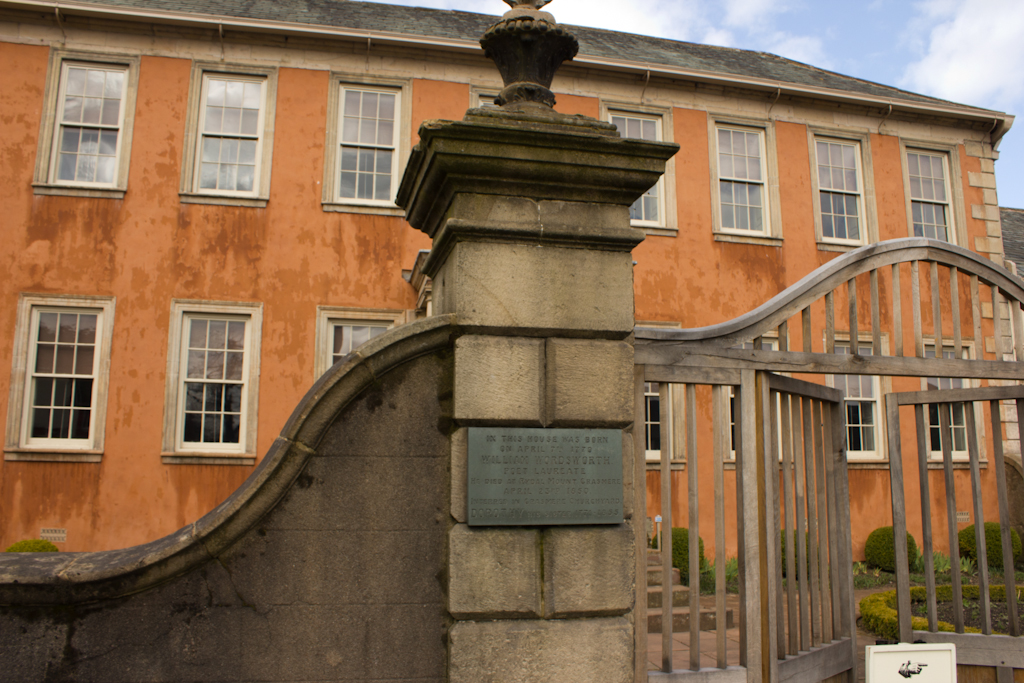
科克茅斯华兹华斯故居

华兹华斯故居（Wordsworth House）是英格兰坎布里亚郡科克茅斯的一座联排别墅，喬治時代建築，属于英国国民信托所有。它建于18世纪中叶。1770年，威廉·华兹华斯出生在这所房子里。这所房子是一座一级登录建筑。每年3月到10月，作为作家故居博物馆向公众开放。

## 历史
这座房子建于1745年，房主是当时的坎伯兰高级警长约书亚·卢科克。1761年，它被卖给第一代朗斯代尔伯爵詹姆斯·洛瑟，后者允许他的经纪人约翰·华兹华斯和安妮·库克森免费住在那里。威廉·华兹华斯和他的兄弟姐妹都出生在此。华兹华斯住在那里，直到八岁左右，1778年他的母亲去世，1783年他的父亲去世时，房子已经空了。直到20世纪30年代，它仍然是一处私人财产，这时它被卖给一家当地的公共汽车公司，该公司打算将其拆除并修建一座公共汽车站。
1938年，该建筑被购买并捐赠给英国国民信托。1951年8月28日，华兹华斯故居列为I级登录建筑。 2009年11月，坎布里亚郡遭遇洪水袭击，该地区许多历史建筑均受洪水影响，华兹华斯故居也是其中之一。但相对幸运的是，志愿者们将许多历史文物搬到房子的干地上。

## 建筑
该建筑位于科克茅斯的主街，建于1745年，用石头建造。门两边都有多立克柱子，前面有一个小花园。